# Bundespolizei (Germania)
La Bundespolizei (Polizia federale, BPOL) è la principale agenzia di polizia federale della Germania, dipendente dal Ministero dell'interno. È principalmente responsabile per la protezione delle frontiere e delle reti di trasporto.
Le forze di polizia ordinarie sono sotto l'amministrazione dei singoli Stati tedeschi (Bundesländer) e sono note come Landespolizei.
La Bundespolizei era precedentemente nota come Bundesgrenzschutz (BGS) ("Guardia di frontiera federale"), che aveva un ruolo più limitato. Prima del 1994, i membri della BGS avevano anche lo status di combattente militare a causa della loro fondazione storica e del ruolo di guardia di frontiera nella Germania Ovest. Nel luglio 2005 è stata emanata la legge che rinomina la BGS come BPOL.

## Gradi
| Grado | Traduzione                                                                                            | Insegna di grado | Equivalente alla Bundeswehr |
| --- | --- | ---------------- | --------------------------- |
| Polizeimeisteranwärter (PMA)                                                                                               | Aspirante agente                                                                                      |                  |                             |
| Grenzpolizeiliche Unterstützungskraft (GUK) Bundespolizeiliche Unterstützungskraft (BUK) Polizeivollzugsangestellter (PVA) | Agente di Supporto della Polizia di FrontieraAgente di Supporto della Polizia FederaleAgente in prova |                  |                             |
| Polizeimeister (PM) | Agente di polizia                                                                                     |                  | Feldwebel Oberfeldwebel     |
| Polizeiobermeister (POM)                                                                                                   | Agente Capo di Polizia                                                                                |                  | Hauptfeldwebel              |
| Polizeihauptmeister (PHM)                                                                                                  | Agente Superiore di Polizia                                                                           |                  | Stabsfeldwebel              |
| Polizeihauptmeister mit Amtszulage (PHMmZ)                                                                                 | Agente Superiore di Polizia con indennità di servizio                                                 |                  | Oberstabsfeldwebel          |

Gradi senior (Gehobener Dienst)
| Grado                               | Tradizione                             | Insegna di grado | Equivalente alla Bundeswehr |
| ----------------------------------- | -------------------------------------- | ---------------- | --------------------------- |
| Polizeikommissaranwärter (PKA)      | Candidato Commissario di Polizia       |                  |                             |
| Polizeikommissar (PK)               | Commissario di Polizia                 |                  | Leutnant                    |
| Polizeioberkommissar (POK)          | Commissario Capo di Polizia            |                  | Oberleutnant                |
| Polizeihauptkommissar A 11 (PHK)    | Commissario Superiore di Polizia A11   |                  | Hauptmann                   |
| Polizeihauptkommissar A 12 (PHK)    | Commissario Superiore di Polizia A12   |                  | Hauptmann                   |
| Erster Polizeihauptkommissar (EPHK) | Primo Commissario Superiore di Polizia |                  | Stabshauptmann              |

Gradi di comando (Höherer Dienst)
| Grado                                                                                         | Traduzione                                                                                               | Insegna di grado | Equivalente alla Bundeswehr |  |
| --------------------------------------------------------------------------------------------- | --- | ---------------- | --------------------------- |  |
| Polizeiratanwärter (PRA)                                                                      | Aspirante Consigliere di Polizia                                                                         |                  |                             |  |
| Polizeirat (PR)                                                                               | Consigliere di Polizia                                                                                   |                  | Major                       |  |
| Polizeioberrat (POR)                                                                          | Consigliere Capo di Polizia                                                                              |                  | Oberstleutnant              |  |
| Polizeidirektor (PD)                                                                          | Direttore della Polizia                                                                                  |                  | Oberstleutnant              |  |
| Leitender Polizeidirektor (LtdPD)                                                             | Direttore Capo della Polizia                                                                             |                  | Oberst                      |  |
| Direktor in der Bundespolizei (als Abteilungsleiter im Bundespolizeipräsidium)                | Direttore della Polizia Federale (Capo Dipartimento presso il comando della Polizia Federale)            |                  | Brigadegeneral              |  |
| Präsident der Bundespolizeiakademie                                                           | Presidente dell'Accademia di polizia                                                                     |                  | Brigadegeneral              |  |
| Präsident einer Bundespolizeidirektion                                                        | Presidente di una Direzione Federale di Polizia                                                          |                  | Generalmajor                |  |
| Präsident der Bundespolizeidirektion Sankt Augustin Vizepräsident beim Bundespolizeipräsidium | Presidente della Direzione Federale di Polizia di Sankt AugustinVice Presidente di una Questura Federale |                  | Generalleutnant             |  |

## Organizzazione
La polizia federale è divisa nella sede della polizia federale in testa e, direttamente subordinata a essa, nell'Accademia federale di polizia e in undici direzioni federali di polizia.

### Sede della Polizia Federale
→ Principale Articolo: Questura Federale
Il quartier generale della polizia federale (BPOLP) è un'autorità federale superiore con sede a Potsdam e in altre località, che è direttamente subordinata al Ministero federale dell'interno, dell'edilizia e della comunità. Esercita il servizio e la supervisione tecnica sul resto della polizia federale ed è anche responsabile del controllo strategico della polizia. È guidato dal presidente della polizia federale Dieter Romann, dal suo vice presidente Jürgen Schubert e dalla sua vice presidente Ulrike Meuser. È diviso in otto dipartimenti e ha 4300 dipendenti, 800 dei quali a Potsdam.

### Accademia federale di polizia
Porta principale dell'Accademia federale di polizia di Lubecca
→ Articolo principale: Accademia federale di polizia
L'Accademia federale di polizia (BPOLAK) di Lubecca è il centro centrale di formazione e perfezionamento per il servizio di applicazione della polizia medio, superiore e superiore nella polizia federale, nonché per un'ulteriore formazione continua specifica per materia. È considerata la culla della polizia federale, poiché dopo la fondazione dell'allora Guardia federale di frontiera il 16 marzo 1951, i primi ufficiali si trasferirono nell'alloggio come cosiddetto personale quadro. Oltre alla posizione principale di Lubecca-St.-Hubertus (proprietà Dr. Robert Lehr), altre aree dell'Accademia federale di polizia si trovano nella proprietà di Falkenfeld (Schwartauer Landstraße).
Il servizio superiore di applicazione della polizia degli studi BPOL del secondo anno di master insieme al servizio penale superiore della BKA presso l'Università tedesca di polizia (DHPOL).
I seguenti sono subordinati all'Accademia federale di polizia:
- Centri di formazione e perfezionamento (BPOLAFZ): Neustrelitz (NZ), Walsrode (WAL), Oerlenbach (OEB), Swisttal (SWT), Diez (DIZ), Eschwege (ESW) e Bamberg (BA)
- Scuole di cani di servizio a Neuendettelsau e Bleckede
- la Federal Police Sports School Bad Endorf (BPOLSPSCH END) per gli sport invernali e la Federal Police Sports School Kienbaum (BPOLSPSCH KBM) per gli sport estivi (fino a settembre 2011 a Cottbus)
- il Centro federale di formazione della polizia Kührointhaus (BPOLTZK)
- Università Federale di Scienze Applicate per la Pubblica Amministrazione,Dipartimento federale di polizia (HS Bund, FB BPOL)

### Direzioni federali di polizia
Il quartier generale della polizia federale è subordinato alle direzioni federali di polizia di Berlino, Pirna, Monaco, Stoccarda, Aeroporto di Francoforte, Coblenza, Sankt Augustin, Bad Bramstedt e Hannover, nonché alla Direzione della Polizia Federale antisommossa e della Direzione federale di polizia 11.
Ad eccezione della Polizia Federale antisommossa e della Direzione 11, diversi Ispettorati federali di polizia (BPOLI) sono subordinati alle direzioni federali di polizia. Questi possono a loro volta essere subordinati alle stazioni di polizia federali (BPOLR). Ogni direzione federale di polizia è inoltre affiliata a un'unità mobile di controllo e monitoraggio (MKÜ) e a un ispettorato federale di polizia per la lotta alla criminalità (BPOLI KB).

#### Berlino
Auto di pattuglia della Direzione federale di polizia di Berlino alla stazione di Berlino-Südkreuz
L'ambito di competenza della Direzione federale di polizia di Berlino, con sede a Berlino, si estende agli Stati di Berlino e del Brandeburgo.
Dodici ispettorati federali di polizia sono subordinati ad esso, compresi i servizi speciali dell'Ispettorato federale di polizia istituiti nel 2002, ai quali appartiene anche il Reiterstaffel della polizia federale.
La Direzione federale di polizia di Berlino è di particolare importanza perché è responsabile della protezione di organi federali come l'Ufficio federale dei presidenti, la Cancelleria federale, ilMinistero federale degli esteri, il ministero federale della Giustizia e il ministero federale dell'Interno.

#### Pirna
Edificio principale e ingresso di BPOLD Pirna
L'area di competenza della Direzione federale di polizia pirna si estende agli stati di Sassonia, Sassonia-Anhalt e Turingia. È subordinato a dieci ispezioni della polizia federale, una ciascuna negli stati di Turingia (Erfurt) e Sassonia-Anhalt (Magdeburgo). Sette ispezioni si trovano in Sassonia: Lipsia, Klingenthal, Chemnitz, Berggießhübel (ex Altenberg), Dresda, Ebersbach e Ludwigsdorf (vicino a Görlitz). La sede dell'Ispettorato federale di polizia per la lotta alla criminalità si trova ad Halle (Saale),la filiale di Dresda.
Il mandato della polizia di frontiera copre 139 chilometri di confine con la Polonia e 453 chilometri di confine con la Repubblica ceca, nonché il controllo di frontiera stazionario negli aeroporti e negli aeroporti. Negli aeroporti di Erfurt-Weimar, Lipsia/Halle e Dresda vengono svolte anche attività di sicurezza aerea.
La sua area di responsabilità (solo le strutture ferroviarie del governo federale o DB Station&Service AG e i veicoli ferroviari di Deutsche Bahn AG)si estende a 7800 chilometri ferroviari e 1365 stazioni o fermate di Deutsche Bahn AG.
Inoltre, BPOLD Pirna dispone di sei treni operativi MKÜ, che sono distribuiti nell'area di gestione alle località di Lipsia (3 treni), Chemnitz (1 treno), Dresda (1 treno) e Löbau (1 treno). Questi sono utilizzati principalmente per affrontare le principali situazioni di polizia (operazioni di calcio e di dimostrazione), ma anche per supportare i singoli dipartimenti.

#### Monaco di Baviera
L'area di competenza della Direzione federale di polizia di Monaco, con sede a Monaco, si estende allo Stato della Baviera.
Nell'ambito delle responsabilità vi sono dieci ispezioni per un totale di 21 aree subordinate. Tre ispezioni si trovano nella capitale dello Stato: l'Ispettorato federale di polizia di Monaco, con sede presso la stazione ferroviaria principale, l'Ispettorato federale di polizia aeroportuale e l'Ispettorato federale di polizia per la lotta alla criminalità. Gli altri siti di ispezione sono Norimberga e Würzburg, così come lungo i confini tedesco-ceco e tedesco-austriaco Selb, Waidhaus, Waldmünchen, Passau e Rosenheim; e dal 1º novembre 2017 Freilassing e Kempten.
La direzione è responsabile della polizia di frontiera per circa 360 chilometri di confine con la Repubblica ceca e 815 chilometri di confine con l'Austria. La responsabilità della polizia ferroviaria della Direzione federale di polizia di Monaco si estende a più di 1100 stazioni e fermate, nonché a oltre 6200 chilometri ferroviari nello Stato Libero di Baviera. Con oltre 1820 chilometri ferroviari da mantenere, tra cui la linea ad alta velocità Norimberga-Ingolstadt,l'Ispettorato federale di polizia di Norimberga, che comprende anche le stazioni di polizia federali di Augusta, Ansbach e Ingolstadt, è l'Ispettorato federale di polizia con la più grande area di responsabilità in Baviera in termini di superficie.
La polizia di frontiera e ferroviaria è responsabile dalla terra di Berchtesgadener alla regione del lago di Costanza
- l'Ispettorato federale di polizia Freilassing con la stazione di polizia federale di Mühldorf am Inn
- l'Ispettorato federale di polizia Rosenheim con la stazione di polizia federale di Mittenwald
- l'Ispettorato federale di polizia Kempten con le stazioni di polizia federali di Lindau e Weilheim.

#### Stoccarda
L'area di competenza della Direzione federale di polizia di Stoccarda, con sede a Böblingen (nell'ex caserma Wildermuth),si estende allo stato del Baden-Württemberg. Oltre alle ispezioni della polizia federale di Stoccarda, Costanza, Weil am Rhein, Offenburg e Karlsruhe, l'Ispettorato federale di polizia dell'aeroporto di Stoccarda e un ispettorato federale di polizia per la lotta alla criminalità con sede a Böblingen appartengono alla Direzione federale di polizia di Stoccarda. Questi servizi sono supportati da un'unità mobile di controllo e monitoraggio (MKÜ). Questa unità è gestita anche da Böblingen ed è composta da cinque treni MKÜ. Due di loro hanno sede a Stoccarda e un treno ciascuno si trova a Costanza, Friburgo e Karlsruhe. Mentre gli Ispettorati federali di polizia di Costanza, Weil am Rhein e Offenburg svolgono principalmente compiti di polizia di frontiera nell'area di 30 km dietro i confini tedesco-svizzero e tedesco-francese, gli Ispettorati federali di polizia di Stoccarda e Karlsruhe sono prevalentemente attivi nella polizia ferroviaria. L'Ispettorato federale di polizia di Karlsruhe garantisce anche la protezione della Corte costituzionale federale. La Direzione federale di polizia di Stoccarda è collegata alla polizia di Stato del Baden-Württemberg e all'amministrazione doganale federale in una cooperazione di sicurezza del Baden-Württemberg (SiKo). Altri importanti partner di cooperazione sono la Guardia di frontiera svizzera (GWK), la polizia cantonale dei cantoni svizzeri confinanti con la Repubblica federale di Germania, la Police aux Frontières (PAF), la Gendarmerie Nationale (GN) e la Deutsche Bahn AG,con la quale la polizia federale è collegata in un partenariato normativo (OPA).

#### Aeroporto di Francoforte
Punto di controllo della polizia federale all'aeroporto di Francoforte (in apertura)
L'area di competenza della Direzione federale di polizia Francoforte/Aeroporto principale si estende all'aeroporto di Francoforte sul Meno. La Direzione dispone attualmente di sei ispezioni; tuttavia, a causa dell'ulteriore espansione dell'aeroporto, è probabile che il numero di ispezioni aumenti ulteriormente. Fino a quando la neonata Direzione federale di polizia 11 ha assunto l'incarico il 1º agosto 2017, la Direzione federale di polizia dell'aeroporto di Francoforte è stata responsabile in tutta la Germania dello svolgimento dei compiti in conformità con § 4a BPolG(Assistente di sicurezza di volo).

#### Coblenza
L'area di competenza della Direzione federale di polizia di Coblenza si estende agli stati della Renania-Palatinato, dell'Assia (ad eccezione dell'Aeroporto di Francoforte) e della Saar.
È subordinato agli Ispettorati federali di polizia di Kassel (distretti di Fulda e Giessen), Francoforte sul Meno (distretti di Wiesbaden, Darmstadt, Limburgo e Hanau), Treviri (distretti di Coblenza e Prüm), Kaiserslautern (distretti di Magonza e Bad Kreuznach, Bienwald e Neustadt an der Weinstraße), Saarbrücken (distretti di Saarbrücken Goldene-Bremm, Saarbrücken, Neunkirchen e Perl),l'Ispettorato federale di polizia della Deutsche Bundesbank a Francoforte, l'Ispettorato federale di polizia per la lotta alla criminalità a Francoforte con una succursale a Bexbach e un'unità mobile di controllo e monitoraggio (MKÜ) presso gli uffici di Coblenza, Bexbach e Rüsselsheim.

#### Sankt Augustin
Torre e hangar con elicotteri del Gruppo volante della polizia federale all'aeroporto Bonn/Hangelar di Sankt Augustin-Hangelar, 2009
L'area di competenza della Direzione federale di polizia Sankt Augustin si estende allo stato della Renania settentrionale-Vestfalia.
Per adempiere ai suoi compiti statutari, sono subordinati ad esso i seguenti servizi:
- Nove ispezioni della polizia federale e 20 distretti (tra parentesi) con sede a: Kleve (Kempen), Münster (Bielefeld, Paderborn e Hamm), Dortmund (Hagen, Essen, Gelsenkirchen, Bochum, Recklinghausen e FH Dortmund)), Düsseldorf (Wuppertal, Mönchengladbach, Duisburg e Oberhausen),Colonia (Bonn, Villa Hammerschmidt, Siegburg e Siegen), Aquisgrana (Aquisgrana Nord a Eschweiler), Aeroporto di Düsseldorf, Colonia/Aeroporto di Bonn
- un Ispettorato federale di polizia per la lotta alla criminalità con sede a Colonia e una succursale a Kleve
- un'unità mobile di controllo e monitoraggio (MKÜ) con sede a Colonia e filiali a Mönchengladbach, Hamm ed Essen

Inoltre, il sito di Sankt Augustin è anche il quartier generale dell'unità antiterrorismo GSG 9 della polizia federale (GSG 9 BPOL), precedentemente Border Guard Group 9,del Federal Police Aviation Group Sankt Augustin e del Dipartimento federale di polizia Sankt Augustin. Tuttavia, questi non sono subordinati alla direzione federale di polizia Sankt Augustin stessa, ma sono assegnati ad altri dipartimenti: il GSG 9 e il Gruppo volante della Direzione federale di polizia 11, il Dipartimento federale di polizia della direzione federale antisommossa.
Unità 66 - Media e altri dipartimenti sono ospitati anche a Sankt Augustin-Hangelar.
Un distretto di Bonn subordinato all'Ispettorato federale di polizia di Colonia è responsabile della protezione della Villa Hammerschmidt,seconda residenza ufficiale del Presidente federale,nonché del Palais Schaumburg,l'ufficio di Bonn del Cancelliere federale.
Nel corso del rinnovo delle strutture esistenti e di un'espansione completa degli immobili sul sito di Hangelar, il governo federale investirà diverse centinaia di milioni di euro entro il 2045. già esistenti 3500 dipendenti della Direzione federale di polizia di Sankt Augustin (a gennaio 2019), altri 350 saranno aggiunti nel 2019.

#### Bad Bramstedt
L'area di competenza della Direzione federale di polizia Bad Bramstedt, con sede a Bad Bramstedt, si estende agli stati dello Schleswig-Holstein, del Meclemburgo-Pomerania occidentale, nonché al Mare del Nord e al Mar Baltico. Ad esso sono assegnati gli Ispettorati federali di polizia Flensburg, Kiel, Rostock, Stralsund, Pasewalke Prevenzione del crimine (a Rostock). La direzione area del lago di polizia federale con sede a Neustadt (Holstein) e i tre ispettorati federali di polizia vedi a Neustadt, Warnemünde e Cuxhaven sono esternalizzati. Il Maritime Training and Education Centre (MaST) si trova anche a Neustadt.
Dal 1º gennaio 2007, la polizia federale è rappresentata dalla Direzione federale di polizia Bad Bramstedt nel Joint Situation Centre Lake (GLZ-See) del Maritime Security Centre (MSZ) di Cuxhaven.
Come misura organizzativa per l'effettiva partecipazione della polizia federale alle operazioni di mantenimento della pace nel quadro delle missioni delle Nazioni Unite o dell'Unione europea, ne sono state istituite un centinaio.
Elicotterodella poliziafederale, tipo AS 332 L1 "Super Puma"
Due veicoli navali e otto equipaggi sono di stanza in ciascuna delle sedi della Direzione federale di polizia, che monitorano l'area del mare 24 ore su 24. Inoltre, vengono utilizzati elicotteri della polizia, che sono di stanza nel sito di Fuhlendorf e sono assegnati al servizio di volo della polizia federale della Direzione federale di polizia 11.

#### Hannover
L'area di competenza della Direzione federale di polizia di Hannover si estende agli stati della Bassa Sassonia, Brema e Amburgo con una superficie totale di circa 48.800 km² e una popolazione di oltre 10,4 milioni di persone. La Direzione federale di polizia di Hannover ha un totale di 2400 dipendenti.
Per svolgere i suoi compiti, è subordinata agli ispettorati federali di polizia di Amburgo, all'aeroporto di Amburgo, a Brema, hannover, all'aeroporto di Hannover-Langenhagen, a Bad Bentheim,nonché all'Ispettorato federale di polizia per la lotta alla criminalità di Amburgo e all'unità mobile di controllo e sorveglianza con sede ad Amburgo, Hannover e Brema.
La responsabilità della polizia ferroviaria della Direzione federale di polizia di Hannover si estende a più di 560 stazioni e fermate, oltre a oltre 4900 chilometri ferroviari.
I compiti statutari comprendono anche il controllo del traffico marittimo transfrontaliero nei porti marittimi della Bassa Sassonia e di Brema, nonché la protezione delle frontiere alla frontiera interna Schengen con i Paesi Bassi.

#### Direzione della polizia federale antisommossa
→ Principale Articolo : Direzionedella polizia federale antisommossa
La Federal Riot Police Directorate (BPOLD BP), con sede a Fuldatal/Vellmar (Assia) presso la cosiddetta base della polizia federale "Dr.-Konrad-Adenauer"responsabile delle associazioni federali di poliziaantisommossa (Federal Riot Police) ed è direttamente subordinata al quartier generale della polizia federale.
La Direzione ha il compito di guidare, coordinare e sostenere i dieci dipartimenti di polizia federale (BPOLABT) della polizia federale antisommossa e garantire che le unità siano utilizzate in modo uniforme. Compresa la sua area subordinata, l'autorità ha circa 6200 dipendenti, tra cui 5100 agenti di polizia. Questo lo rende la direzione più personale della polizia federale.

##### Dipartimenti federali di polizia
I dieci dipartimenti federali di polizia sono:
- Dipartimento federale di polizia di Ratzeburg (BPOLABT RZ)
- Divisione federale di polizia Uelzen (BPOLABT UE)
- Divisione di polizia federale Duderstadt (BPOLABT DUD)
- Divisione di polizia federale Sankt Augustin (BPOLABT STA)
- Dipartimento federale di polizia di Hünfeld (BPOLABT HÜN)
- Bundespolizeiabteilung Bad Bergzabern (BPOLABT BBZ), fondata nel 1987 come Grenzschutzabteilung Mitte 5 a Spira, qui dal 1993
- Dipartimento federale di polizia di Deggendorf (BPOLABT DEG)
- Dipartimento federale di polizia di Bayreuth (BPOLABT BT)
- Dipartimento federale di polizia bad düben (BPOLABT BDÜ)
- Divisione di polizia federale Blumberg (BPOLABT BLU)

Ogni dipartimento di polizia federale riferisce a un capo dipartimento. Nello svolgimento dei suoi compiti, è supportato da uno staff del dipartimento con le aree di personale delle operazioni, della tecnologia e della fornitura della polizia, dei servizi centrali e del supporto operativo / servizio in loco, nonché del servizio medico di polizia. Le unità mobili che formano il livello operativo dei dipartimenti federali di polizia l'Einsatzhundertschaften (EHu), leevidence preservation and arrest hundreds (BFHu),le centinaia operative tecniche, le unità diconservazione e documentazione delle prove, le unitàdi ricognizione e altre unità di supporto.

##### Compiti della polizia federale antisommossa
Presentazione di un'unità di conservazione e arresto delle prove (UDE) della polizia federale
I compiti della polizia federale antisommossa includono in
- Rinforzo in occasioni speciali con missioni di messa a fuoco di unità operative chiuse nelle aree di responsabilità della Polizia Federale,
- Sostenere le forze di polizia dei Länder nell'affrontare i loro compiti in casi di particolare importanza, nella misura in cui si tratta anche di interessi di sicurezza del governo federale e le forze non sono necessarie principalmente per compiti di polizia federale,
- Sostegno dell'Ufficio federale di polizia criminale e di altre autorità limitrofe in occasioni speciali (ad esempio protezione personale e spaziale, misure di barriera, perquisizioni),
- far fronte a situazioni di pericolo particolari,
- partecipazione a compiti di polizia o ad altri compiti non militari nel contesto di un'azione internazionale su richiesta e sotto la responsabilità delle Nazioni Unite o dell'Unione europea;
- Utilizzare a fini umanitari o per salvaguardare gli interessi urgenti della Repubblica federale di Germania all'estero, d'intesa con lo Stato interessato.

#### Direzione federale della polizia 11
→ Principale articolo: Bundespolizeidirektion 11
A partire dal 1º agosto 2017, il Ministero federale dell'Interno ha istituito la Direzione federale di polizia 11 (abbreviazione: BPOLD 11) con sede amministrativa nell'edificio dell'ex direzione ferroviaria di Berlino. Gli stessi servizi di emergenza saranno di stanza a Spandau. La Direzione federale di polizia 11 raggruppa le unità speciali della polizia federale sotto un comando centrale e una struttura operativa. Le seguenti forze speciali sono subordinate alla Direzione federale di polizia 11:
- GSG 9 della Polizia Federale (GSG 9 BPOL)
- Servizio aereo della polizia federale (BPOLFLG)
- Compiti di protezione della polizia all'estero della polizia federale (PSA BPOL)
- Compiti speciali di protezione del traffico aereo della polizia federale (BSL BPOL)
- Supporto operativo e investigativo della polizia federale (EEU BPOL)
- Servizio di disinnesto della polizia federale (ENTSCHD BPOL)

Il primo presidente della nuova autorità è l'ex capo del GSG 9, Olaf Lindner.

##### GSG 9 della Polizia Federale
→ Articolo principale: GSG 9 della polizia federale
Il GSG 9 della Polizia Federale (GSG 9 BPOL), con sede a Sankt Augustin vicino a Bonn, è stato fondato nel 1972 in risposta alla presa di ostaggi durante le Olimpiadi estive a Monaco sotto il nome di Border Guard Group 9 e da allora è stata l'unità speciale della polizia federale (o fino al 2005: la Guardia federale di frontiera)per combattere crimini gravi e violenti e terrorismo. La forza del personale del GSG 9 è stimata in circa 400 dipendenti pubblici.

##### Servizio aereo della polizia federale
CE 155 del Servizio aereo federale di polizia
Elicottero di soccorso Christoph 17 della BMI Luftrettung
Il Federal Police Air Service (BPOLFLD) torna alla preparazione al volo in elicottero (HFlB) della Guardia federale di frontiera fondata il 7 maggio 1955 presso l'aeroporto di Bonn /Hangelar e oggi comprende il Federal Police Flying Group (BPOLFLG) a Sankt Augustin,gli Squadroni Aerei della Polizia Federale di Fuhlendorf (BPOLFLS FUD), Blumberg (BPOLFLS BLU), Fuldatal (BPOLFLS FDT) e Oberschleißheim (BPOLFLS OBS) nonché gli AirMen's s Scuola per il Servizio di Polizia (LFSfdPD) con una flotta di 87 elicotteri della polizia del tipo EC 120, EC 135 T2i, EC 155 B e AS 332 L1 Super Puma.
Gli elicotteri della Polizia Federale sono utilizzati, tra le altre cose:
- per monitorare i confini dall'aria,
- per il trasporto delle forze di polizia durante le operazioni su larga scala e durante le operazioni di unità speciali della polizia federale,
- a sostegno dell'Ufficio federale di polizia criminale,
- per il trasporto di persone a rischio di sicurezza nella sfera politica e parlamentare della Confederazione,
- per il trasporto di ospiti statali del governo federale,
- per l'assistenza in caso di gravi incidenti e disastri in patria e all'estero, e
- per il servizio di soccorso aereo (attraverso l'utilizzo di un totale di 18 elicotteri della protezione civile del soccorso aereo del Ministero federale dell'Interno in 12 stazioni nel servizio di soccorso degli Stati federali).

In una certa misura, lo squadrone occupa una posizione speciale all'interno del Servizio Aereo della Polizia Federale a Fuhlendorf. Il suo compito principale è monitorare le aree marine nel Mare del Nord e nel Mar Baltico. Tra questi figurano compiti di polizia di frontiera in mare (il mare è anche una frontiera esterna) nonché compiti generali di polizia quali la protezione dell'ambiente, la polizia marittima e la protezione della pesca. Ogni anno, più di duemila ore di volo vengono volate via mare.
Lo squadrone è anche coinvolto nel Comando di Emergenza del Governo Federale e nei cinque stati costieri tedeschi e supporta anche il servizio SAR in mare. Ulteriori compiti sono in fase di sviluppo in collaborazione con l'Agenzia europea per la gestione della cooperazione operativa alle frontiere esterne (Frontex). Sotto il nome di Seepferdchen-Flieger, gli elicotteri sono utilizzati anche al di fuori dello spazio aereo tedesco come parte delle operazioni congiunte di vari stati dell'UE. Frontex prenderà quindi il controllo del coordinamento e saranno condotte le operazioni per combattere l'immigrazione illegale via mare verso il territorio dell'Unione europea. strisce vengono volate sulla terraferma per rintracciare i ladri di metallo non ferroso sulla ferrovia, pattugliare i voli via mare al fine di essere in grado di rilevare l'inquinamento ambientale e identificarne la causa.
Lo squadrone di Fuhlendorf comprende 21 elicotteri di diversi tipi,cui elicotteri EC 155. è EDHX.

##### Compiti di protezione della polizia all'estero della poliziafederale
→ Principale: Compitidi protezione della polizia all'estero della polizia federale
L'Unità Di Polizia Compiti all'estero della Polizia Federale (PSA BPOL; ex Protezione Personale All'Estero)comprende forze speciali che hanno il compito di garantire la protezione delle missioni tedesche all'estero, dell'ambasciatoretedesco e di altre persone protette nelle aree di crisi. L'area di capacità è stata scorporata dal GSG 9 nell'aprile 2008, che in precedenza aveva eseguito questo compito.

##### Compiti speciali di protezione del traffico aereo della polizia federale
Con l'istituzione della Direzione federale di polizia 11 il 1º agosto 2017, la divisione di protezione del traffico aereo della polizia federale ha assunto i compiti ai sensi dell'articolo 4 bis della legge federale sulla polizia (BPolG) dalla Direzione federale di polizia francoforte sull'aeroporto principale. Di conseguenza, la polizia federale ha il compito di garantire la sicurezza e l'ordine a bordo degli aeromobili fornendo assistenti di sicurezza di volo. Questi assistenti di sicurezza di volo sono ufficiali armati e non in uniforme che accompagnano i voli passeggeri e sono principalmente progettati per prevenire rapimenti di aerei e terrorismo a bordo degli aeromobili.

### Mezzi terrestri

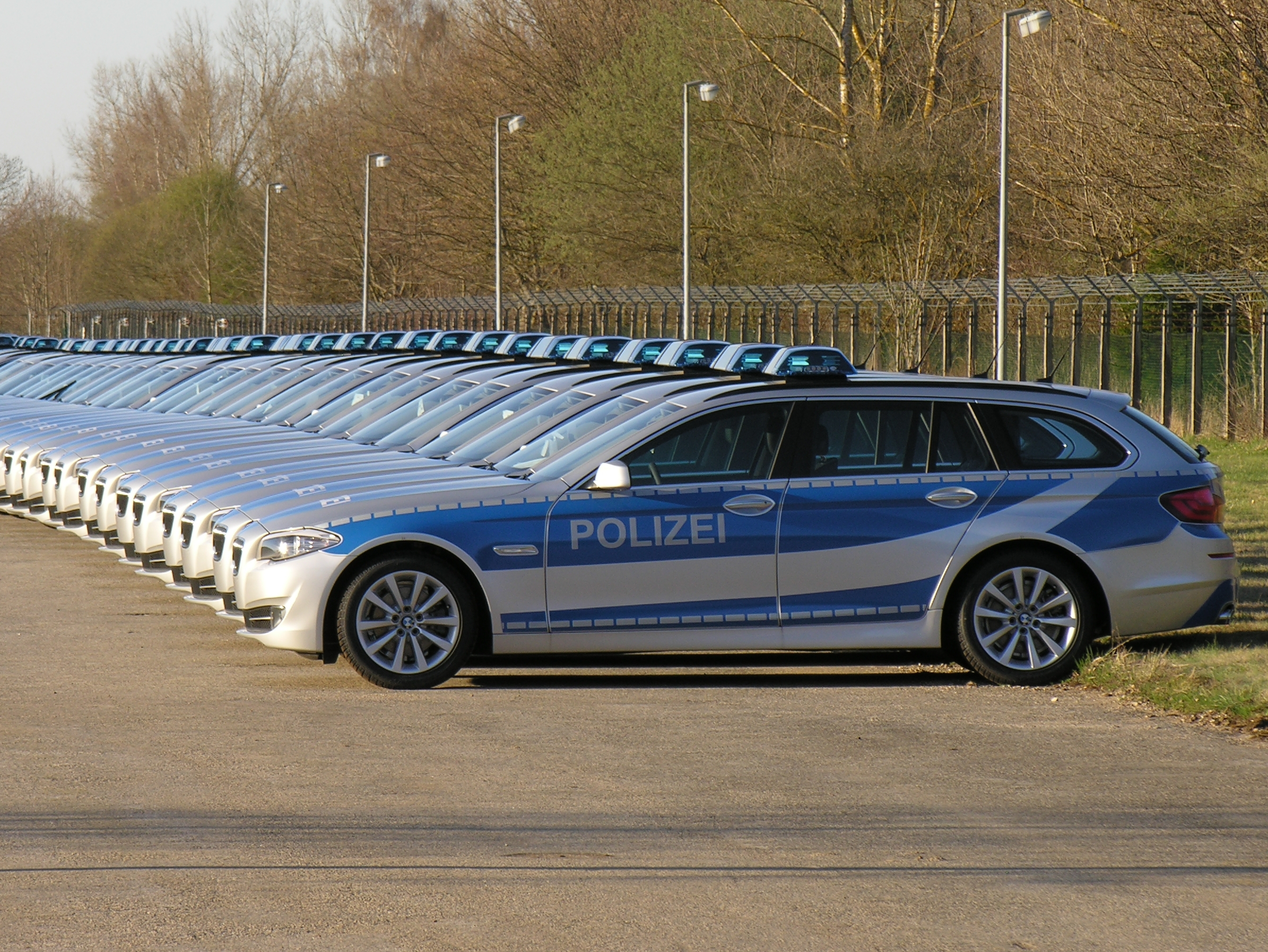
Veicoli della polizia federale

## Mezzi

### Mezzi Aerei
| Aeromobile                     | Origine        | Tipo                                         | Versione (denominazione locale) | In servizio (2024) | Note                                                  | Immagine |
| Elicotteri                     |                |                                              |                                 |                    |                                                       |          |
| Airbus H225                    | Unione europea | elicottero medio da trasporto e osservazione | H225                            | 0                  | 38 H225 (più 6 in opzione) ordinati il 6 giugno 2024. |          |
| Aérospatiale AS 332 Super Puma | Francia        | elicottero medio da trasporto e osservazione | AS 332L1H215                    | 194                | 19 AS 332L1 e 4 H215 in servizio al settembre 2019.   |          |
| Eurocopter EC 135              | Francia        | elicottero da osservazione                   | EC 135H135                      | 42                 | 42 EC 135 in servizio al settembre 2019.              |          |
| Eurocopter EC 155              | Francia        | elicottero da osservazione                   | EC 155                          | 19                 | 19 EC 155 in servizio al settembre 2019.              |          |
| Eurocopter EC 120 Colibri      | Francia        | elicottero leggero da osservazione           | EC 120                          | 10                 | 10 EC 120 in servizio al settembre 2019.              |          |